# Demons (Get Scared)
Demons è il terzo album in studio dei Get Scared, pubblicato il 30 ottobre 2015.

## Tracce
1. Buried Alive – 3:02
2. Suffer – 3:37
3. Addict – 3:23
4. Under My Skin – 3:38
5. Demons – 4:19
6. The Devil's In The Details – 3:38
7. What If I'm Right – 4:03
8. Take a Bow – 4:04
9. Relax, Relapse – 3:02
10. Second Guessing – 4:04
11. R.I.P – 3:35

## Formazione
- Nicholas Matthews - voce
- Johnny Braddock - chitarra solista, voce
- Bradley "Lloyd" Iverson - chitarra ritmica, basso, voce
- Dan Juarez - batteria, percussioni
- Adam Virostko - chitarra ritmica